# Platja de Puerto Chico
La Platja de Puerto Chico, és una platja urbana del concejo de Llanes, Astúries. S'emmarca a les platges de la Costa oriental d'Astúries, també anomenada Costa Verda Asturiana i és considerada paisatge protegit, des del punt de vista mediambiental (per la seva vegetació). Per aquest motiu està integrada, segons informació del ministeri d'Agricultura, Alimentació i Medi ambient, en el Paisatge Protegit de la Costa Oriental d'Astúries.

## Descripció
Està situada en el mateix nucli urbà del concejo de Llanes, presentant uns accessos fàcils (tant caminant com amb cotxe, explicant, segons l'ajuntament de Llanes, d'aparcament propi), que compten amb escales i rampa fins a la platja que presenta afloraments rocosos juntament amb fina sorra blanca.
Desapareix en pujar la marea, i és una platja que es pot albirar des del Faro de Llanes, i que es troba en la ruta del passeig que arriba fins a la Platja de Toró.
Dins dels serveis que disposa estan les dutxes, les papereres i el servei de neteja.